# Hector Alexandre Bartoli
Pour les articles homonymes, voir Bartoli.
Hector Alexandre Bartoli, né le 11 mai 1822 à Sartène (Corse-du-Sud) et mort le 4 novembre 1883 à Sartène, est un homme politique français.
Docteur en médecine en 1843, il s'installe à Marseille et y devient professeur à l'école préparatoire de médecine de la ville. Il est député de la Corse de 1876 à 1877 et de 1881 à 1883, siégeant à gauche, comme républicains. Il est l'un des 363 qui refusent la confiance au gouvernement de Broglie, le 16 mai 1877.

### Sources
- « Hector Alexandre Bartoli », dans Adolphe Robert et Gaston Cougny, Dictionnaire des parlementaires français, Edgar Bourloton, 1889-1891 [détail de l’édition]

- Ressource relative à la vie publique :   - Base Sycomore
- Notices d'autorité :   - VIAF
  - ISNI
  - BnF (données)
  - IdRef